# 灰腹灰雀
灰腹灰雀为雀科灰雀属的鸟类。分布于朝鲜半岛、蒙古、俄罗斯、日本以及中国大陆的黑龙江、吉林、内蒙古、新疆、河北、江苏等地，一般冬季见于丘陵和平原以及常出没于松、杉和落叶松等针叶林和针阔混交林中。该物种的模式产地在日本。